# ウェイラーズ
ウェイラーズ (The Wailers) は、1963年に結成されたジャマイカのボーカルグループ、バンド。

## 来歴
1961年、キングストン市トレンチタウンに住む友人であったボブ・マーリー、ピーター・トッシュ、バニー・ウェイラーは、ジョー・ヒッグスの紹介によってビヴァリー・ケルソー、チェリー・スミス、ジュニア・ブレスウェイトに出会い、ウェイラーズの前身となるティーネイジャーズ (The Teenagers) を結成する。その後、ウェイリング・ルードボーイズ (The Wailing Rudeboys)、ウェイリング・ウェイラーズ (The Wailing Wailers) と様々な名称で呼ばれていたグループ名も、最終的にウェイラーズに落ち着き、1963年にはブレスウェイトがリードボーカルを取った「It hurts to be alone」などをコクソン・ドッドのスタジオ・ワンに録音した。しかし、ブレスウェイトが家庭の事情でアメリカ合衆国シカゴに引っ越してしまったため、ドッドの薦めによりマーリーがリードボーカルを取るようになった。マーリーのリードにより同年末に発表した「Simmer Down」は1964年初頭にヒットチャート1位を獲得した。
1966年にはケルソーとスミスも脱退し、マーリー、トッシュ、ウェイラーによるトリオとなった。ドッドの元で活動していたこの時期のウェイラーズは、スタジオ・ワンに「ワン・ラヴ」、「Put it on」などをはじめ100曲以上を残した。
1967年にはドッドとの関係を解消したウェイラーズはリー・ペリーの元を訪ね、ペリーのプロデュースにより「ダピー・カンカラー」や「スモール・アクス」、「400 Years」、「Soul Rebel」などを新しいリズム「レゲエ」に乗せて録音した。この時期ウェイラーズは他にもクランシー・エクルズのプロデュースによる「Nice time」などを発表した。
1970年代初頭にはペリーのスタジオバンドであったアップセッターズのアストン・バレットとカールトン・バレットがウェイラーズ・バンド (the Wailers Band) としてウェイラーズに加わった。
ウェイラーズは1972年、クリス・ブラックウェル率いるアイランド・レコードと契約しアルバム『キャッチ・ア・ファイア』によってメジャーデビューする。しかし、ブラックウェルはウェイラーズをグループとしてではなく、カリスマ性のあるボブ・マーリーを全面に押し出し、売り込んでいった。これに反発したトッシュとウェイラーは、アルバム『バーニン』を最後にウェイラーズを脱退し、1975年1月には正式にウェイラーズ解散が発表された。
その後、マーリーを中心としたバンドは新たなメンバーを加え、ボブ・マーリー&ザ・ウェイラーズとしてマーリーの死まで活動を続けた。その一方でトッシュとウェイラーもソロキャリアを積み重ねていくこととなる。
2010年現在ウェイラーズの元メンバーの多くは既に亡くなっており、存命人物はバニー・ウェイラーとビヴァリー・ケルソーだけである。

## メンバー
- ボブ・マーリー 1963年 - 1974年、ボーカル
- ピーター・トッシュ 1963年 - 1974年、ボーカル
- バニー・ウェイラー 1963年 - 1974年、ボーカル
- ジュニア・ブレスウェイト 1963年 - 1964年、ボーカル
- ビヴァリー・ケルソー 1963年 - 1965年、バッキングボーカル
- チェリー・スミス 1963年 - 1966年、バッキングボーカル
- コンスタンティン・ウォーカー 1966年 - 1967年、バッキング・ボーカル
- アストン・バレット 1972年 - 1974年、ベース
- カールトン・バレット 1972年 - 1974年、ドラムス
- アール・リンド 1973年 - 1974年、キーボード
- ジョー・ヒッグス 1974年、ギター